# NGC 2612
NGC 2612 في الفهرس العام الجديد، هي مجرة، تقع في كوكبة الشجاع. اكتشفت في 14 فبراير 1836 بواسطة جون هيرشل.

## روابط خارجية
- NGC 2612 على موقع ويكي سكاي: DSS2, SDSS, GALEX, IRAS, Hydrogen α, X-Ray, Astrophoto, Sky Map, Articles and images